# Bride of Re-Animator
Bride of Re-Animator és una pel·lícula de comèdia de terror estatunidenca del 1990 produïda i dirigida per Brian Yuzna i escrita per Yuzna, Rick Fry i Woody Keith. És una seqüela de la pel·lícula de 1985 Re-Animator i la segona entrada de la Re-Animator. Igual que la seva predecessora, es basa lliurement en la història serialitzada "Herbert West–Reanimator" de H. P. Lovecraft.
La trama de Bride of Re-Animator segueix aproximadament els episodis "V. The Horror from the Shadows" i "VI. The Tomb-Legions" de la història de Lovecraft, i segueix els metges Herbert West i Dan Cain mentre intenten crear una dona viva a partir de teixit mort. La pel·lícula és protagonitzada per Bruce Abbott, Claude Earl Jones, Fabiana Udenio, David Gale i Kathleen Kinmont, amb Jeffrey Combs com a Herbert West. Va ser seguit per una seqüela, Beyond Re-Animator, llançada el 2003.

## Trama
Vuit mesos després dels esdeveniments de Re-Animator, els metges Herbert West i Dan Cain treballen com a metges enmig d'una sagnant Guerra civil peruana. En el caos de la batalla i amb moltes víctimes per treballar, són lliures d'experimentar amb el reactiu de reanimació de West. Quan la seva tenda mèdica és assaltada per les tropes enemigues, West i Cain tornen a casa a Arkham, Massachusetts. Allà, reprenen els seus antics treballs com a metges a l'Hospital Miskatonic University, i West torna al laboratori del soterrani de la casa de Cain per continuar la seva investigació.
Utilitzant peces robades tant de la morgue de l'hospital com d'un cementiri situat al costat, West descobreix que el seu reactiu pot reanimar parts del cos per si mateix. Es decideix a crear una persona viva sencera a partir de diferents parts del cos. West descobreix el cor de Megan Halsey, la promesa de Cain, a la morgue de l'hospital. Amb la promesa d'utilitzar el seu cor per reanimar una nova Megan, West convenç en Cain perquè l'ajudi amb el seu projecte. També s'emmagatzema a la morgue la resta de proves de la "Massacre de Miskatonic". A dins, el patòleg Dr. Wilbur Graves descobreix un vial de reactiu de West i el cap tallat del Dr. Carl Hill. Utilitzant el reactiu, reanima el cap de Hill.
Mentrestant, el tinent de policia Leslie Chapham comença a investigar West i Cain, ja que eren els únics supervivents no afectats de la massacre de Miskatonic; el cadàver de la dona de Chapham va ser reanimat en un zombie boig durant l'incident (més endavant s'implica a la pel·lícula que ell va causar la seva mort). Chapham sospita que West i Cain eren els responsables. Quan passa a casa seva per interrogar-los, descobreix el laboratori ple de cadàvers de West i els dos s'enfronten. Es produeix una baralla i West mata en Chapham mitjançant un drap tractat amb un producte químic que provoca una aturada cardíaca quan s'inhala (un producte de la investigació de West per obtenir els cadàvers més frescos possibles per als seus experiments). West aleshores reanima l'oficial de policia amb la intenció d'encobrir el seu crim. Chapham surt violentament de la casa i entra al cementiri del costat.
Hill, que guarda rancúnia contra West, utilitza poders psíquics per ordenar a Chapham que obligui al Dr. Graves a cosir-li les ales de ratpenat al coll, recuperant-li la mobilitat. També amplia el seu control mental a tots els zombis supervivents de la massacre de Miskatonic.
Quan un dels pacients de Cain, Gloria, mor, West recull l'última peça que necessita per a la seva creació: el seu cap. Amb un cos complet cosit i cablejat, West i Cain injecten el reactiu de reanimació al cor de Meg. Mentre s'espera que el reactiu faci efecte, es lliura un paquet a casa seva. West el recupera i l'obre. Des de dins, el cap alat de Hill surt volant. Simultàniament, els zombis que controla Hill entren a la casa. West es retira al laboratori del soterrani, on s'ha despertat la seva creació, la núvia.
Esclata una baralla de gates entre la Núvia i l'actual xicota de Cain, la periodista italiana Francesca Danelli, a qui va conèixer al Perú. Caín rebutja l'amor de la Núvia i fa costat a Francesca. Amb el cor trencat, la núvia arrenca el cor de la Megan del seu propi pit i després cau a trossos. West ho diagnostica com a rebuig de teixits.
Hill i els seus zombis obliguen a West, Cain i Francesca a retirar-se a través de la paret del laboratori i a una cripta del cementiri veí. A l'interior, tots els subjectes de la prova anteriors de West sorgeixen i es dirigeixen cap a ell, aturant-se només quan l'Herbert els mana. La cripta inestable comença a col·lapsar-se, atrapant Hill, West i els zombis. Cain i Francesca escapen de les runes i s'arrengen junts cap a la superfície del cementiri. Hill, queda atrapat entre les runes, mentre que el cor de la Megan, encara a les mans de la Núvia, deixa de bategar.

## Repartiment
- Jeffrey Combs com a Dr. Herbert West
- Bruce Abbott com el Dr. Dan Cain
- Claude Earl Jones com a tinent Leslie Chapham
- Fabiana Udenio com a Francesca Danelli
- David Gale com el Dr. Carl Hill
- Kathleen Kinmont com a Gloria / La núvia
- Mel Stewart com el Dr. Wilbur Graves
- Irene Forrest com a infermera Shelley
- Michael Strasser com Ernest
- Mary Sheldon com a Meg Halsey
- Divendres com Angel

Els reanimats
- Marge Turner com Elizabeth Chapham
- Johnny Legend com a Skinny Corpse
- David Bynum com Black Corpse
- Noble Craig com a criatura de la cripta
- Kim Parker com a criatura de la cripta
- Charles Schneider com a Criatura de la Cripta
- Rebeca Recio com a Criatura Cripta
- Jay Evans com a criatura de la cripta

## Producció
En una entrevista de l'agost de 1986, el director de Re-Animator Stuart Gordon va comentar: "Si fem una seqüela de Re-Animator, l'anomenarem Bride of Re-Animator. Va indicar que aquest títol seria un homenatge a la pel·lícula La núvia de Frankenstein, i va afegir que ja tenia diverses idees per a una seqüela i que donat el títol, Meg Halsey hi hauria de ser un personatge clau. Una idea per a una seqüela va implicar que Dan Cain assumís la feina d'un superintendent d'edificis continuant subreptíciament treballant en el cos de Meg Halsey a la nit. Quan els agents del govern descobreixen el seu parador, el porten en secret a la Casa Blanca on es retroba amb Herbert West i s'encarreguen de reanimar el President dels Estats Units. Més tard es va utilitzar una idea similar per a la seqüela no produïda House of Re-Animator. La preproducció de Bride of Re-Animator va començar a principis de 1989. La producció de la pel·lícula estava programada per començar el 5 de juny de 1989, cosa que va deixar el cineastes amb menys d'un mes per finalitzar el guió, acabar de contractar el repartiment i l'equip i posar en marxa els efectes especials. Jeffrey Combs inicialment no anava a repetir el seu paper d'Herbert West a causa d'un conflicte de programació, ja que estava ja estava reservat per estar a Itàlia per al rodatge de The Pit and the Pendulum. Tanmateix, el 25 de maig de 1989, la producció de The Pit and the Pendulum es va aturar i Combs va ser llançat immediatament per tornar com a West.
El director Yuzna va considerar Patricia Tallman per al paper de la núvia, però el 28 de maig de 1989, va seleccionar Kinmont per interpretar el paper. L'actriu Barbara Crampton, que va protagonitzar la primera pel·lícula Re-Animator, no va tornar per Bride of Re-Animator. Un número de Fangoria de 1991 va informar que Crampton es va negar a repetir el seu paper a causa de les obligacions de la telenovela. En una entrevista del 2011, Crampton va dir que el seu agent la va convèncer de no fer un cameo a Bride of Re-Animator, ja que sentia que no tenia un paper tan menor.
La fotografia principal va començar el juny de 1989 i embolicat el mes següent, el 18 de juliol. Una escena en què el cap del Dr. Hill es troba a l'exposició en un carnaval que es va rodar a mitjans de juny,, però aquesta seqüència no es va incloure a la pel·lícula acabada.

### Efectes especials
Tony Doublin de Doublin FX va crear els efectes especials per a l’ull/dit de la criatura, que implicaven l'ús d'un titella de vareta, un titella stop-motion i una mà d'acrobàcia. Doublin també va crear el titella que s'utilitzava per retratar el gos de Francesca, Angel, després que West reanimés el seu cadàver i li enganxés un braç humà. Quan no es representava amb un titella, l'actor gos va interpretar l'Àngel Friday, que va ser emès després de demostrar que podia caminar. amb una pròtesi de braç. Les proves fallides de West van ser dissenyades per l'artista japonès Screaming Mad George i la seva tripulació, mentre que els efectes per al cap del Dr. Hill va ser creat per Mike Deak i Wayne Toth de Magical Media Industries de John Carl Buechler.
Els efectes especials per a la núvia van ser creats per KNB EFX Group, amb Robert Kurtzman i Howard Berger. Greg Nicotero, que va cofundar KNB EFX amb Kurtzman i Berger, estava treballant en els efectes especials d'una altra pel·lícula, Halloween 5: The Revenge of Michael Myers, durant la preproducció de Bride of Re-Animator. Tanmateix, Nicotero es va unir a la tripulació de Bride of Re-Animator el juny de 1989, i va supervisar els efectes durant el rodatge de la seqüència en què West i Cain es mostren treballant com a metges de guerra en un hospital de campanya.

## Recepció
Al lloc web de l'agregador de ressenyes Rotten Tomatoes, la pel·lícula té una puntuació d'aprovació del 40% basada en 20 crítics, amb una puntuació mitjana de 5,17/10. Variety la va recomanar als fans de la primera pel·lícula, però va assenyalar que l'abundància de gore "apagarà" el públic principal. Vincent Canby de The New York Times va escriure que "Bride of Re-Animator és menys una seqüela de la pel·lícula de terror de 1985, elogiada per la crítica, Re-Animator que una repetició basada en les mateixes històries de H. P. Lovecraft." Ty Burr d0 Entertainment Weekly li va donar una qualificació de "C+" i l'anomenava "una ombra anèmica de la primera pel·lícula".
Patrick Legare d'AllMovie va donar a la pel·lícula 2 de 5 estrelles, escrivint que "Re-Animator va ser un acte difícil de seguir, però Brian Yuzna fa un treball admirable per mantenir l'esperit splatter de l'original"". Al seu llibre Lurker in the Lobby: A Guide to the Cinema of H. P. Lovecraft, Andrew Migliore i John Strysik van escriure: "Bride of Re-Animator és una pel·lícula ximple que és divertida únicament per la febril interpretació de Jeffrey Combs. A diferència de l'original Re-Animator, el guió de Bride pateix realment una falta de cohesió i una motivació del personatge indeterminable." Escrivint a The Zombie Movie Encyclopedia, l'acadèmic Peter Dendle la va anomenar "una seqüela sense sentit i oblidable". Bruce G. Hallenbeck, al seu llibre Comedy-Horror Films: A Chronological History, 1914-2008, va criticar la discontinuïtat de la primera pel·lícula (en particular que Herbert West és viu i Megan Halsey és morta al principi, quan va ser al revés al final de Re-Animator) i va dir que la direcció de Yuzna palideix contra la del director de Re-Animator Stuart Gordon, però va concloure que Bride of Re-Animator era una seqüela molt respectable que "no té l'enginy i l'originalitat de la primera pel·lícula, però s'endinsa encara més en el horripilant concepte de la reanimació". Va elogiar especialment els estranys dissenys de zombis i l'actuació de Jeffrey Combs, que va descriure com a superior al ja gran treball de Combs a l'original.
Bride of Re-Animator fou nominada a dops premis de l'Academy of Science Fiction, Fantasy & Horror Films el 1991. Va ser nominada al Premi Saturn a la millor pel·lícula de terror i Jeffrey Combs. va ser nominat al Premi Saturn al millor actor secundari.

## Seqüela
Bride of Re-Animator va ser seguida per Beyond Re-Animator el 2003.